# Меандр (орнамент)

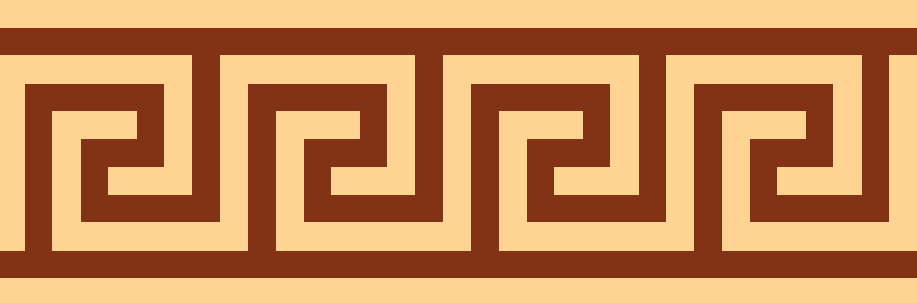
Греческий меандр

Меа́ндр (греч. μαίανδρος) — распространённый тип ортогонального орнамента. Известен со времён палеолита. В античном искусстве — мотив геометрического орнамента, образуемый ломаной под прямым углом линией либо спиральными завитками.
По одной из версий, элемент меандра происходит от схематического изображения капкана, охотничьей ловушки для зверя, что согласуется с археологическими источниками: древнейшими петроглифами и геоглифами эпохи первобытных охотников. Этот мотив известен по находкам Мезинской палеолитической стоянки. На этом основании некоторые исследователи относят меандр к разновидностям лабиринта. В древнегреческой вазописи архаического периода и в ориентализирующем стиле керамики из Коринфа VII—VI веков до н. э. мотивы меандра и свастики встречаются рядом. Два меандра, наложенные друг на друга с метрическим сдвигом «на один шаг» («двойной меандр»), в пересечении дают крест-свастику. На глиняных сосудах из Суз (Древняя Месопотамия) изображены спирали, круги, свастики, мотивы волны (знаки воды), зигзаги (знаки молнии и грома). Мотив волны также считают разновидностью меандра.
Поэтому есть основания считать, что мотив меандра является одним из древнейших символов стихий и только позднее, по сходству названий, его стали связывать с извилистым руслом реки Меандр (ныне Большой Мендерес) в Малой Азии. В начале I в. н. э. об этом упоминает Страбон: «Течение реки становится столь извилистым, что от него всякие извилины даже называются меандрами». Как указывает Сенека, река Меандр — «предмет упражнений и игры для всех поэтов, вьётся частыми излучинами, близко подступает к собственному руслу и опять поворачивает, не успевши влиться в себя самоё» (Сенека. Письма к Луцилию CIV:15). Однако из подобных высказываний неясна логика происхождения названий: то ли название реки произошло от наименования орнамента, то ли орнамент назвали по ассоциации с рекой. Тем более, что орнамент, похожий на греческий меандр, как и мотив свастики, известен по памятникам древнего искусства Китая и Японии: на неолитической керамике, изделиях из кости и в бронзовых сосудах периодов Шан и Чжоу (2—1 тыс. до н. э.). В Китае мотив меандра называли «узорами грома» (лен вэнь). В Японии похожий мотив называли «рюсуймон» («бегущая вода»). Такой же зигзагообразный орнамент встречается в памятниках культуры Древней Америки.

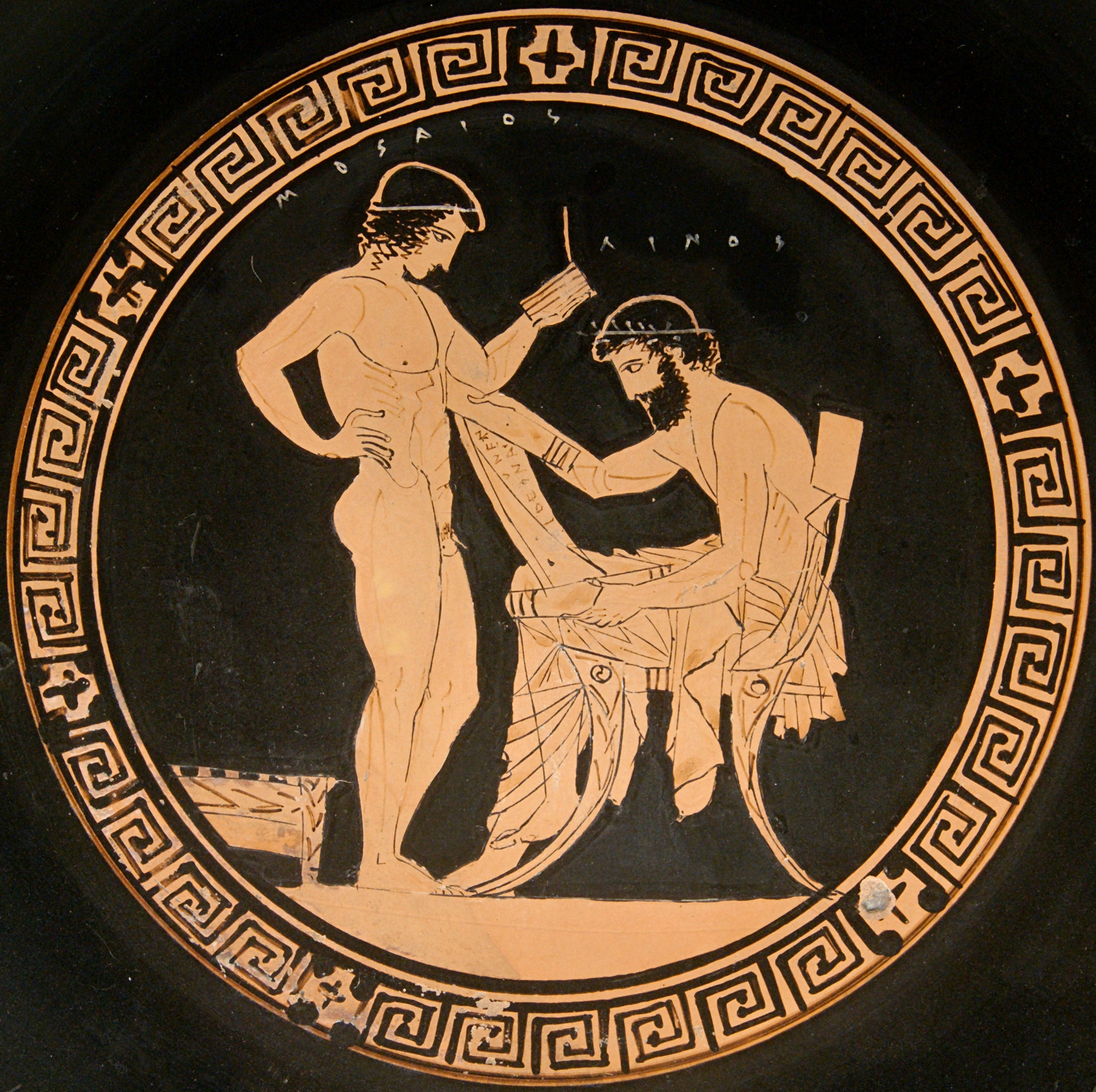
Лин и Мусей в палестре. Тондо краснофигурного килика. Вазописец Эретрии. Ок. 440—435 до н. э.

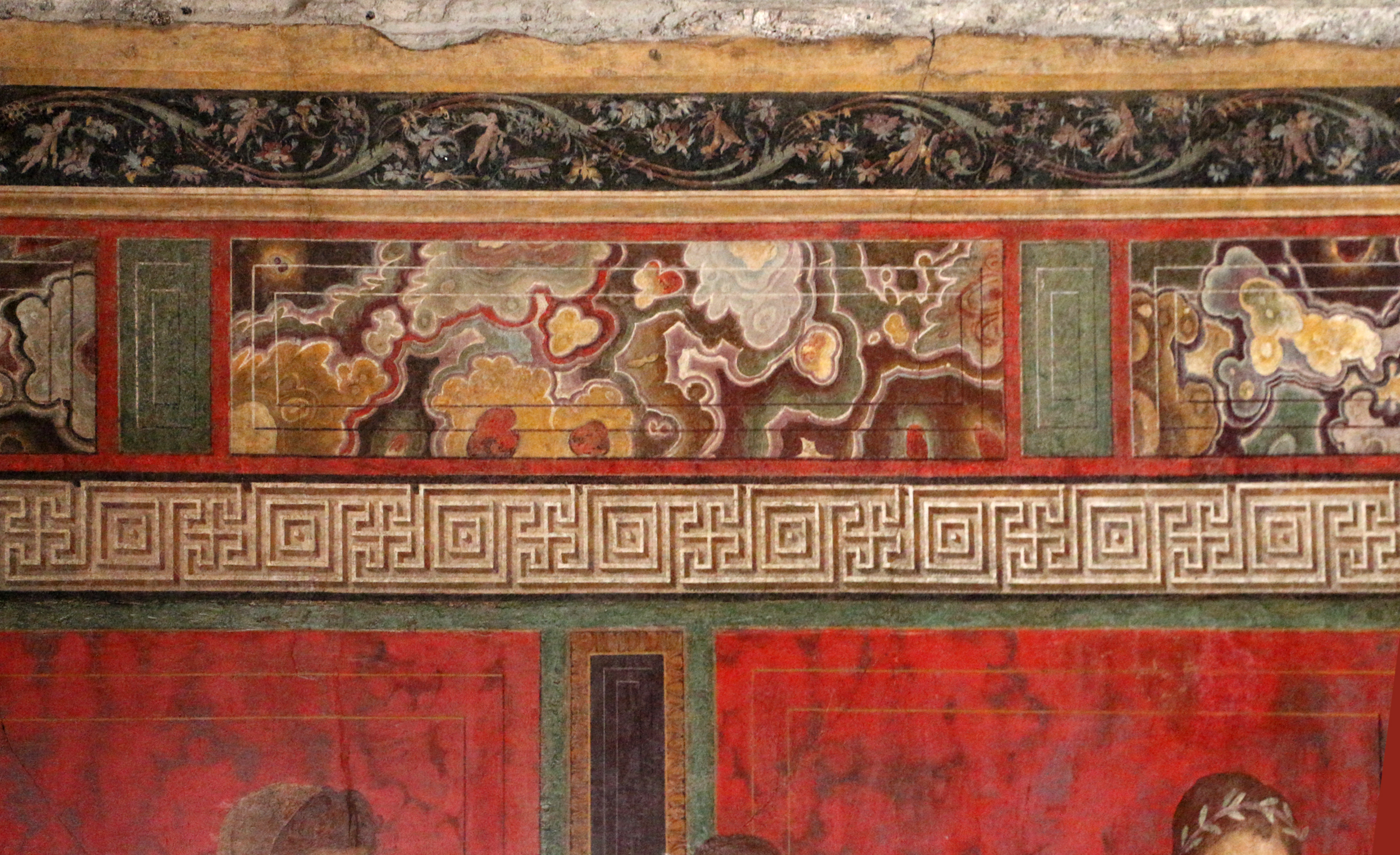
Фреска с римским меандром I века до н. э. на Вилле мистерий в Помпеях

В период античной классики в меандре возобладало абстрактное начало — идеальная метро-ритмическая структура на основе метрической сетки из несколько удлинённых «живых квадратов» (в архитектурной терминологии: «неравносторонних квадратов»). Меандр чаще всего образует так называемый ленточный орнамент. В архаический период чаще использовали меандр в виде горизонтальных поясов; в классический — в виде обрамлений картинных изображений на вазах или донцах расписных киликов. Непрерывность такого мотива идеально выражает непрерывность движения, течения времени и человеческой жизни. На поверхностях сосудов («телах вращения»), в частности в древнегреческой вазописи, направленность меандра (как правило, обращённость слева направо, аналогично семантике свастики: в сторону света и добра) хорошо согласуется с эстетикой и символикой зрительного вращения сосуда. Включение в меандр свастики в эзотерических учениях означает присутствие в естественных жизненных процессах дополнительного фактора сверхъестественной благодати, которая в итоге становится доминирующим, организующим узлом каждого отрезка пути. Такой меандр до сих пор называется в Индии «nandavartaya» («нандавартайя»), то есть «свивание» или «круг счастья».
Непрерывность меандра и его направленность, динамичность сделали его распространенным декором архитектурных фризов, поясов, тяг, обрамлений, пилястр и оконных наличников. Меандр использовали в этрусской, древнегреческой, а затем в древнеримской, византийской, и романской архитектуре. В древнеримской архитектуре чаще использовали двойной меандр, образующий в пересечениях свастику. Такой меандр украшает горизонтальный пояс наружных стен Алтаря мира Августа в Риме (13 г. до н. э.).
В Древнем Риме меандром украшали подол одежды. В древнерусской архитектуре меандр применяли в рельефах и фризах. Меандр со свастикой можно видеть в росписях Виллы Мистерий в Помпеях.
В искусстве классицизма XVII—XIX веков мотив меандра называли «бордюром по-гречески» (фр. bordure à la grecque) как один из узнаваемых мотивов стиля неогрек, или «помпеянского» стиля. Такое же значение орнамент меандра имел в стиле ампир; в отличие от классицизма в ампире чаще использовали двойной меандр со свастиками. В декоре мебели он имел даже формообразующее значение, подчеркивая конструктивные членения формы. В симметричной композиции здания архитекторы, используя направленность меандра, строили орнаментальный пояс от средней оси зеркально, влево и вправо, а на заднем фасаде постройки два меандра встречались «лицом к лицу» и соединялись с помощью дополнительного связующего элемента.

## Разновидности меандра

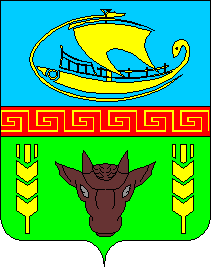
Меандр в геральдике

| ╔════╗ ╔════╗╔═══╗╔═══╗╔══╗╔══╗╔══╗╔══╗╔════╗╔══╗╔══╗╔══╗╔══╗╔═══╗╔═══╗╔════╗ ╔════╗ ║ ╚══╗ ║ ╚══╗ ║╚══╗║╚══╗║╚═╗║╚═╗║╚═╗║╚═╗║╚═╗╔═╝║╔═╝║╔═╝║╔═╝║╔═╝║╔══╝║╔══╝║ ╔══╝ ║ ╔══╝ ║ ╚════╝ ╚════╝ ╚═══╝╚═══╝╚══╝╚══╝╚══╝╚══╝╚══╝╚══╝╚══╝╚══╝╚══╝╚══╝╚═══╝╚═══╝ ╚════╝ ╚════╝ |
| ╔═╗ ╔═╗ ╔═╗ ╔═╗╔═╗╔═╗╔═╗╔╗╔╗╔╗╔╗╔╗╔╗╔╗╔╗╔╗╔╗╔╗╔╗╔╗╔╗╔╗╔╗╔═╗╔═╗╔═╗╔═╗ ╔═╗ ╔═╗ ╔═╗ ╔═╗ ╚═╝ ╚═╝ ╚═╝ ╚═╝ ╚╝ ╚╝ ╚╝ ╚╝╚╝╚╝╚╝╚╝╚╝╚╝╚╝╚╝╚╝╚╝╚╝╚╝╚╝╚╝╚╝╚╝ ╚╝ ╚╝ ╚╝ ╚═╝ ╚═╝ ╚═╝ ╚═╝ ╚═╝ |
| ═╗ ╔════╗ ╔═══╗ ╔═══╗ ╔══╗╔══╗╔══╗╔══╗╔══╗╔══╗╔══╗╔══╗╔══╗╔══╗╔══╗ ╔═══╗ ╔═══╗ ╔════╗ ╔═ ╔═╝ ╚═╗ ╔╝ ╚╗ ╔╝ ╚╗ ╔╝ ╚╗╔╝╚╗╔╝╚╗╔╝╚╗╔╝╚╗╔╝╚╗╔╝╚╗╔╝╚╗╔╝╚╗╔╝╚╗╔╝╚╗╔╝ ╚╗ ╔╝ ╚╗ ╔╝ ╚╗ ╔═╝ ╚═╗ ╚═════╝ ╚═══╝ ╚═══╝ ╚═══╝╚══╝╚══╝╚══╝╚══╝╚══╝╚══╝╚══╝╚══╝╚══╝╚══╝╚═══╝ ╚═══╝ ╚═══╝ ╚═════╝ |
| ╔═══════════╗╔════════╗╔══════╗╔══════╗╔═════════╗╔══════╗╔══════╗╔════════╗╔═══════════╗ ║ ╔══╗ ╔══╗ ║║ ╔══╗╔═╗║║╔═╗╔═╗║║╔═╗╔═╗║║╔═╗╔═╗╔═╗║║╔═╗╔═╗║║╔═╗╔═╗║║╔═╗╔══╗ ║║ ╔══╗ ╔══╗ ║ ╚═╬═╗║ ║ ║ ║╚═╬═╗║║ ║║╚╬╗║║ ║║╚╬╗║║ ║║╚╬╗║║ ║║╔╬╝║║ ║║╔╬╝║║ ║║╔╬╝║║ ║║╔═╬═╝║ ║ ║ ║╔═╬═╝ ══╝ ║║ ╚══╝ ╚══╝ ║║╚═╝╚═╝║║╚═╝╚═╝║║╚═╝╚═╝║║╚═╝║║╚═╝╚═╝║║╚═╝╚═╝║║╚═╝╚═╝║║ ╚══╝ ╚══╝ ║║ ╚══ ════╝╚═══════════╝╚══════╝╚══════╝╚══════╝╚═══╝╚══════╝╚══════╝╚══════╝╚═══════════╝╚════ |
| ═╗ ╔═══════╗╔════╗╔════╗╔═══╗╔═══╗╔═══╗╔══════╗╔═══╗╔═══╗╔═══╗╔════╗╔════╗╔═══════╗ ╔═ ║ ║ ╔═══╗ ║║╔══╗║║ ╔═╗║║╔═╗║║╔═╗║║╔═╗║║╔═╗╔═╗║║╔═╗║║╔═╗║║╔═╗║║╔═╗ ║║╔══╗║║ ╔═══╗ ║ ║ ║ ║ ╚═╗ ║ ║║╚╗ ║║║ ╚╗║║║╚╗║║║╚╗║║║╚╗║║║╚╗║║╔╝║║║╔╝║║║╔╝║║║╔╝║║║╔╝ ║║║ ╔╝║║ ║ ╔═╝ ║ ║ ║ ╚═══╝ ║ ║╚═╝ ║║╚══╝║║╚═╝║║╚═╝║║╚═╝║║╚═╝║║╚═╝║║╚═╝║║╚═╝║║╚═╝║║╚══╝║║ ╚═╝║ ║ ╚═══╝ ║ ╚═══════╝ ╚════╝╚════╝╚═══╝╚═══╝╚═══╝╚═══╝╚═══╝╚═══╝╚═══╝╚═══╝╚════╝╚════╝ ╚═══════╝                      |
| ╔╗ ╔╗ ╔╗ ╔╗ ╔╗ ╔╗ ╔╗ ╔╗ ╔╗ ╔╗ ╔╗ ╔╗ ╔╗ ╔╗ ╔╗ ╔╗ ╔╗ ╔╝╚╗ ╔╝╚╗ ╔╝╚╗ ╔╝╚╗ ╔╝╚╗╚╝╔╝╚╗╚╝╔╝╚╗╚╝╔╝╚╗╚╝╔╝╚╗ ╔╝╚╗ ╔╝╚╗ ╔╝╚╗ ╔╝╚╗ ╚╗╔╝ ╚╗╔╝ ╚╗╔╝ ╚╗╔╝ ╚╗╔╝╔╗╚╗╔╝╔╗╚╗╔╝╔╗╚╗╔╝ ╚╗╔╝ ╚╗╔╝ ╚╗╔╝ ╚╗╔╝ ╚╝ ╚╝ ╚╝ ╚╝ ╚╝ ╚╝ ╚╝ ╚╝ ╚╝ ╚╝ ╚╝ ╚╝ ╚╝ ╚╝ ╚╝ |